# Partido Sarrazista - Para Referendos
El Partido Sarrazista - Para Referendos (en alemán: Sarazzistische Partei – für Volksentscheide: SPV) fue un partido político alemán. Fue fundado el 9 de octubre de 2010 en Colonia y participó por primera vez el 20 de marzo de 2011 en las Elecciones estatales de Sajonia-Anhalt. Seguía las ideas del político socialdemócrata Thilo Sarrazin, en particular las expuestas en su publicación de 2010 Alemania se supera a sí misma. Sin embargo, Sarrazin no tuvo conexión al partido. Sin embargo, el nombre del partido también puede hacer referencia a las teorías de Ines Sarrazin; bajo este seudónimo se distribuyeron varios textos de crítica social durante la década de 1970 en la Universidad de Marburgo.
Desde 2011 el partido no ha desarrollado actividades, por lo que se le presume disuelto.

## Ideología
El SPV aplicaba las ideas de Thilo Sarrazin en su programa, especialmente en los campos de la educación y la integración. Además abogaba por la introducción de elementos de democracia directa, como referendos.

## Elecciones
La primera participación electoral del partido tuvo lugar en las elecciones estatales de Sajonia-Anhalt de 2011. En esta ocasión el partido obtuvo el 0,4% de los votos.